# Stefano Spiller
Stefano Spiller (2004) è un giocatore di curling italiano.
Ai campionati mondiali junior di curling del 2025 a  Edmonton ha vinto la medaglia d'oro nella specialità doppio misto in coppia con Lucrezia Grande e a Cortina d'Ampezzo la specialità a squadre. 